# آداموو، شهرستان ونچنا
ادامو، بخش لسزنا (به لاتین: Adamów, Łęczna County) در لهستان است که در Gmina Cyców واقع شده‌است.